# Drahovce
Drahovce é um município da Eslováquia, situado no distrito de Piešťany, na região de Trnava. Tem 24,042 km² de área e sua população em 2019 foi estimada em 2575 habitantes.

## Demografia
| Ano:        | 1994 | 2004   | 2014   | 2024   |
| ----------- | ---- | ------ | ------ | ------ |
| Broj ljudi: | 2478 | 2564   | 2561   | 2592   |
| Razlika:    |      | +3,47% | -0,11% | +1,21% |

| Ano:               | 2023 | 2024   |
| ------------------ | ---- | ------ |
| Número de pessoas: | 2610 | 2592   |
| Diferença:         |      | -0,68% |